# Дегерес
Дегере́с (каз. Дегерес) — село у складі Жамбильського району Алматинської області Казахстану. Адміністративний центр Дегереського сільського округу.
Населення — 1156 осіб (2021; 1559 у 2009, 1486 у 1999, 2000 у 1989).